# Avicularien
Avicularien (von lat. avicula = das Vögelchen) sind spezialisierte Einzeltiere einer Moostierchenkolonie die Verteidigungsaufgaben übernehmen. Avicularien haben diesen Namen, da sie einem Vogelschnabel ähneln und schnappende Bewegungen durchführen. Ein unbewegliches, massives Rostrum („Oberschnabel“) stößt gegen einen aus einem modifizierten Operculum bestehendem „Unterschnabel“ und hält Fremdkörper fest. Avicularien sind dazu da, ein Überwuchern der Kolonie mit Fremdorganismen zu verhindern.
Die Cyclostomata und Ctenostomata haben keine Avicularien.